# Јавна управа
Јавна управа или јавна администрација је спровођење владине политике, као и академска дисциплина која проучава ову примену и припрема државне службенике за рад у јавној служби. Као „поље истраживања са разноврсним опсегом”, чији је фундаментални циљ „унапређење управљања и политика како би влада могла да функционише”. Неке од разних дефиниција које су понуђене за овај термин су: „управљање јавним програмима”; „превођење политике у стварност коју грађани виде сваки дан”; и „проучавање владиних одлука, анализа самих политика, разних инпута који су их произвели, и инпута неопходних за формулисање алтернативних политика.”
Јавна управа је део извршне државне власти који врши управне послове у оквиру права и дужности те државе. Државну управу чине министарства, органи управе у саставу министарстава и посебне организације. Државна управа се у савременим земљама традиционално сматра делом извршне власти, иако је неки теоретичари сматрају засебним подређеним ентитетом. Начин организације, делатности и методе рада државне управе се разликују од земље до земље, зависно о социоекономским или политичким приликама, али и државном уређењу; тако у некој земљи може постојати више државних управа са различитим овластима (нпр. федерална и државне управе); најнижа разина државне управе се назива локална управа или локална самоуправа. Делатност, овласти и рад државне управе у већини земаља регулативе управно право, исто као што је државна управа предмет проучавања науке о управи.
Јавна управа се „превасходно бави организацијом владиних политика и програма као и понашањем службеника (обично неизабраних) који су формално одговорни за њихово спровођење”. Многи неизбирани јавни службеници могу се сматрати јавним администраторима, укључујући шефове градских, окружних, регионалних, државних и савезних одељења, као што су директори општинског буџета, администратори за људске ресурсе, градски менаџери, руководиоци пописа, државни директори менталног здравља и секретари кабинета. Јавни администратори су јавни службеници који раде у јавним одељењима и агенцијама на свим нивоима власти.
У Сједињеним Државама, државни службеници и академици, попут Вудро Вилсона, промовисали су реформу државне службе током 1880-их, премештајући јавну управу у академије. Међутим, „све до средине 20. века и ширења теорије о бирократији немачког социолога Макса Вебера” није постојало „велико интересовање за теорију јавне управе”. Поље је мултидисциплинарног карактера; један од различитих предлога за подпоља јавне управе поставља шест стубова, укључујући људске ресурсе, теорију организације, анализу политике, статистику, управљање буџетом и етику.

## Дефиниција
Пол Х. Еплби је 1947. дефинисао јавну управу као „јавно вођење јавних послова директно одговорно за извршне акције”. У демократији, то се поистовећује са вођством и извршним радњама које поштују и доприносе достојанству, вредности и потенцијалима грађана. Гордон Клап, некадашњи председник управе долине Тенесија, дефинисао је јавну управу „као јавни инструмент којим се демократско друштво може потпуније остварити”. То подразумева да се она „мора односити на концепте правде, слободе и потпуније економске прилике за људска бића" и стога се бави „људима, идејама и стварима”. Према Џејмсу Д. Каролу & Алфреду М. Зуку, публикација Вудро Вилсоновог есеја „Студија управе” из 1887. године генерално се сматра почетком јавне управе као специфичног поља проучавања.
Ослањајући се на тему демократије и одбацујући везу с извршном влашћу, Патриција М. Шилдс тврди да се јавна управа „бави управљањем и применом производа живе демократије”. Кључни израз „производ” односи се на „оне предмете који су изграђени или произведени” као што су затвори, путеви, закони, школе и безбедност. „Као извршитељи, јавни менаџери користе ове производе.” Они учествују у прављењу и стварању „живе” демократије. Жива демократија је „окружење које се мења, органско”, несавршено, недоследно и препуно вредности. Наглашено је управљање, јер се јавна администрација брине „о одговорности и ефикасној употреби оскудних ресурса и ултиматно успостављању везе између рада, стварања и демократских вредности”.
У новије време научници тврде да „јавна управа нема општеприхваћену дефиницију”, јер је „опсег теме толико велик и дискутабилан да се лакше може објаснити него дефинисати”. Јавна управа је област проучавања (тј. дисциплина) и занимање. Постоји многа неслагања око тога да ли се проучавање јавне управе може правилно назвати дисциплином, највећим делом због расправе о томе да ли је јавна управа подпоље политичке науке или подпоље административне науке, друга од којих има корене у истраживањима анализе и евалуације политике. Научник Доналд Кетл спада међу оне који јавну управу доживљавају „као потпоље унутар политичке науке”. Према Лалору, за друштво с јавним ауторитетом које пружа најмање једно јавно добро може се рећи да има јавну управу, док одсуство једног јавног органа или пружања најмање једног јавног добра подразумева одсуство јавне управе. Он тврди да је јавна управа јавно пружање јавних добара у којем функција потражње мање или више ефективно задовољена датом политиком, чији је примарни алат реторика, обезбеђивање јавних добара, а функција понуде је задовољена мање или више ефикасно јавном управом. Морална сврха јавне управе, подразумевана прихватањем њене улоге, јесте максимизирање могућности јавности да задовољи своје потребе.
Дефиниција сектора државне управе у Северноамеричком индустријском класификационом систему (NAICS 91) наводи да јавна управа „... обухвата установе које се превасходно баве активностима владине природе, односно доношењем и судском тумачењем закона и њихових прописа, и администрирањем програма заснованих на њима”. Ово укључује „законодавне активности, опорезивање, националну одбрану, јавни ред и безбедност, имиграционе службе, спољна питања и међународну помоћ, а администрација владиних програма су активности чисто владине природе”.
Из академске перспективе, Национални центар за статистику образовања (NCES) у Сједињеним Државама дефинише студију јавне управе као „програм који људе припрема да буду руководиоци у извршној руци локалне, државне и савезне владе и који се фокусира о систематском проучавању извршне организације и управљања. Обухваћене су обука о улогама, развоју и принципима јавне управе; вођење јавне политике; извршно-законодавни односи; јавни прорачунски процеси и управљање финансијама; административно право; управљање јавним особљем; професионална етика и методе истраживања.”